# Æ
Æ o æ és una lligadura de les lletres a i e de l'alfabet llatí. En llatí medieval no tenia cap funció ortogràfica, el seu ús és una conseqüència de l'escriptura manual. La lligadura servia principalment junts amb abreujaments i lletres superscrites a fi de reduir o d'ampliar la llargada de la ratlla manuscrita. Subsisteix en locucions llatines no traduïdes, on sovint les dues formes cohabiten: ex aequo o ex æquo. La Universitat de Barcelona recomana l'ús del grafem AE no lligat en la transcripció.
La pronúncia del diftong AE (pronunciat AÏ) del llatí clàssic al llatí medieval va evolucionar vers un vocal senzill É i per això se sentia com una lletra. En moltes llengües l'ortografia va canviar-se als canvis de la pronunciació i així la paraula llatina encyclopaedia va esdevenir enciclopèdia (català) encyclopédie (francès) ou Encyklopädie (alemany). Lligadures poden esdevenir nous caràcters, com l'æ ho va ver en noruec, danès i islandès on forma la 27a lletra de l'alfabet, i té una pronuncia comparable amb la ä suec o alemany. L'idioma osset incloïa la lletra æ quan feia servir l'escriptura llatina (1923-38). Des de llavors, va passar a l'alfabet ciríl·lic.
L'anglès va dubtar entre una ortografia conservadora (encyclopaedia, encyclopædia o una simplificada encyclopedia), les formes amb e són més habituals als Estats Units, les amb ae o æ més freqüents al Regne Unit. En anglès, les dues formes ae o e ambdues són correctes, la forma æ amb lligadura és arcaïtzant, subsisteix per exemple en el títol i la marca d'Encyclopædia Britannica o la sèrie televisiva Æon Flux. Æ és el pseudònim de l'escriptor irlandès George William Russell. En anglès antic, æ denotava un so intermedi entre els d'a i e (IPA [æ]). La lletra va prendre el nom de «ash» (en anglès antic æsc, freixe), que prové de la corresponent runa anglosaxona.

## Altres usos
En l'alfabet fonètic internacional [æ], només en minúscula serveix per indicar una vocal quasioberta anterior no arrodonida, com el so especialment obert de la e oberta que es dona en valencià i mallorquí en lloc del so estàndard [ɛ].